# Jackson Richardson
Jackson Moïse Richardson (* 14. června 1969 Saint Pierre) je bývalý francouzský házenkář, nastupující obvykle na postu středního obránce.  

## Klubová kariéra
Na rodném ostrově Réunion začal hrát házenou ve věku šesti let. Od roku 1988 působil v armádním sportovním centru Bataillon de Joinville. Ve francouzské lize poprvé nastoupil za Paris-Asnières, pak hrál za OM Vitrolles, s nimiž se stal v roce 1993 vítězem Poháru vítězů pohárů a v letech 1994 a 1996 mistrem Francie. Poté přestoupil do německého TV Großwallstadt a od roku 2000 byl hráčem španělského týmu SDC San Antonio, s nímž vyhrál Superpohár EHF 2000, Ligu mistrů 2001 a Ligu ASOBAL 2002 a 2005. Od roku 2005 působil v Chambéry Savoie Mont Blanc Handball a kariéru ukončil roku 2009 v Rhein-Neckar Löwen.

## Reprezentační kariéra
Členem francouzského národního týmu byl v letech 1990 až 2005. Odehrál za něj rekordních 417 mezistátních zápasů a zaznamenal v nich 787 branek. Reprezentoval na čtyřech olympijských hrách, pěti mistrovstvích Evropy a osmi světových šampionátech. Na olympiádě byl třetí v roce 1992, čtvrtý v roce 1996, šestý v roce 2000 a pátý v roce 2004. Stal se mistrem světa v letech 1995 a 2001, stříbro má z roku 1993 a bronzové medaile z let 1997, 2003 a 2005. Na evropském šampionátu bylo jeho nejlepším výsledkem čtvrté místo v roce 2000. Vyhrál Hry dobré vůle v roce 1994 a byl třetí na Středomořských hrách v roce 2001. 

## Ocenění
V roce 1995 byl zvolen nejlepším hráčem světa podle Mezinárodní házenkářské federace. Byl vyhlášen nejužitečnějším hráčem MS 1990 a 1995 a ME 2000. Po zisku světového titulu v roce 2001 se stal francouzským sportovcem roku podle listu L'Équipe. V tomto roce mu byl také udělen Řád čestné legie. Získal pozici vlajkonoše francouzské výpravy při slavnostním zahájení athénské olympiády v roce 2004. Byl uveden do Síně slávy Evropské házenkářské federace.

## Další aktivity
Jako trenér vedl klub Dijon Métropole Handball a reprezentaci Gabonu. Na Réunionu založil vlastní obchodní společnost Transactions Richardson Jackson. Kandidoval také do marseilleského zastupitelstva za stranu Les Républicains. Zapojil se do štafety s olympijským ohněm před pařížskými hrami v roce 2024.

## Rodina
Jeho syn Melvyn Richardson je rovněž francouzským házenkářským reprezentantem a olympijským vítězem z roku 2020.